# Liste de personnalités liées à Bruxelles
Ils sont de Bruxelles ou ont marqué Bruxelles de leur influence :

## Architecture
- Wenceslas Cobergher (1561-1634), peintre, architecte, ingénieur, numismate, archéologue, financier.
- Victor Horta (1861-1947), architecte art nouveau (est né à Gand mais meurt à Bruxelles, où il laissera l’essentiel de ses œuvres).

## Peinture et sculpture
- Jean-Baptiste Madou (1796-1877), peintre, illustrateur.
- Jan Borremans ou Borreman l’Ancien, (actif à Bruxelles de 1479 à 1520), un sculpteur gothique.
- Passchier Borremans ou Borreman, actif dans la première moitié du XVIe siècle, sculpteur.
- Jan van den Dale (1460-1522(?)), sculpteur, peintre-doreur et poète.
- Philippe de Champaigne, (1674-1602), peintre mural et portraitiste.
- René Magritte (1898-1967), peintre.
- Max Morton (1943), peintre (actif à Bruxelles de 1976[pas clair])

## Bande dessinée
- Edgar Félix Pierre Jacobs (1904-1987), dessinateur de bandes dessinées, notamment de la série des Blake et Mortimer.
- Hergé (pseudonyme de Georges Remi) (1907-1983), dessinateur de bandes dessinées (Les Aventures de Tintin, Quick et Flupke et Jo, Zette et Jocko).
- André Franquin (1924-1997), dessinateur de bande dessinée, né à Etterbeek, père de Gaston Lagaffe.
- Michel Weyland (1947-), dessinateur et scénariste de bandes dessinées (Aria).
- Philippe Geluck (1954-), humoriste, dessinateur du Chat.
- François Schuiten (1956-), dessinateur de bandes dessinées (Les Cités obscures).
- Yslaire (1957-), dessinateur et scénariste de bandes dessinées.
- Peyo, pseudonyme de Pierre Culliford (1928-1992), dessinateur de bandes dessinées (les Schtroumpfs, Johan et Pirlouit, Benoît Brisefer et Poussy).

## Musique
- Jan Smeken (1450-1517), rhétoricien et poète urbain de la ville de Bruxelles.
- Jan-Jacob van Turnhout (vers 1545), compositeur.
- Gaspar de Verlit ou Gaspar Verlit (1622–1682), compositeur baroque.
- Joannes Florentius a Kempis (1635-après 1711), compositeur baroque.
- Guillielmus Borremans, compositeur du XVIIe siècle.
- Joseph Borremans (1775-1858), compositeur.
- Charles Borremans (1769-1827), compositeur.
- Willem de Mol (1846-1874), compositeur et organiste.
- Toots Thielemans (1922-2016), harmoniciste de jazz, siffleur, guitariste.
- Annie Cordy (1928-2020), chanteuse et actrice.
- Audrey Hepburn (1929-1993), actrice.
- José van Dam (1940-), chanteur basse baryton, présent sur les plus grandes scènes internationales.
- Pierre Rapsat (1948-2002), chanteur
- Plastic Bertrand (1958-), chanteur.
- Maurane (1960-2018), chanteuse.
- Lara Fabian (1970-), chanteuse.
- Marie Warnant (1979-), chanteuse.
- Stromae, pseudonyme de Paul Van Haver (1985-), auteur, compositeur, interprète.
- Blanche, pseudonyme de Ellie Delvaux (1999-), chanteuse.
- Caballero (1988-), rappeur.
- Roméo Elvis (1992-), rappeur.
- Damso (1992-), rappeur
- Angèle (chanteuse)
- Brian Molko

## Cinéma, théâtre, poésie, littérature, journalisme
- Jan Knibbe, fin XIVe siècle, poète d'un poème funèbre sur le duc de Brabant.
- Gysbrecht Mercx (1492-1565), poète en langue néerlandaise, rhétoricien.
- Katherina Boudewyns (1520(?)-après 1603), poétesse de la Contre-Réforme.
- Colijn van Rijssele (seconde moitié du XVe siècle, début du XVIe siècle), dramaturge en langue moyen-néerlandaise
- Colijn Caillieu, dramaturge et poète urbain en langue moyen-néerlandaise (XVe siècle)
- Willem van der Borcht (1622-1668), poète et dramaturge en langue néerlandaise.
- Joan de Grieck (1628-1699), libraire et dramaturge, frère de Claude.
- Jan Frans Cammaert (1699-1780), rhétoricien et dramaturge.
- Victor Alexis dela Montagne (1854-1915), poète flamand de langue néerlandaise.+
- J.-H. Rosny aîné, alias Joseph Henri Honoré Boex (1856-1940), écrivain.
- J.-H. Rosny jeune, alias Séraphin Justin François Boex (1859-1948), écrivain.
- Jacques Feyder (1885-1948), réalisateur de films.
- Michel de Ghelderode (1898-1962), auteur dramatique.
- Félicien Marceau (1913-2012), alias Louis Carette, écrivain, dramaturge.
- Fernand Gravey (1905-1970), acteur de théâtre et de cinéma.
- Raymond Gérôme (1920-2002), acteur et metteur en scène de théâtre et de cinéma.
- Monique Van Vooren, (1925-), actrice à Hollywood.
- Jacques Lippe (1925-1990), comédien de théâtre et de cinéma.
- Jacques Brel (1929-1978), chanteur, acteur et réalisateur, dont la carrière a débuté dans la capitale.
- René Thierry (1930-2011), grand reporter et présentateur vedette du journal télévisé de la RTBF pendant quarante ans.
- Anne-Marie Mitterand (1934-), écrivain (naturalisée d'origine française).
- Liliane Vincent (1934-1986) comédienne de théâtre et de cinéma, « Ève » du théâtre, professeur d'Art dramatique.
- Chantal Akerman (1950-2015), cinéaste.
- Paul Couturiau, (1952- ), écrivain.
- Jean-Philippe Toussaint (1957-), écrivain et cinéaste, auteur de Fuir, La Salle de bain ou La Télévision.
- Jean-Claude Van Damme (1960-), acteur de cinéma à Hollywood.
- Francis de Croisset, alias Edgar Franz Winer, écrivain.
- Éric-Emmanuel Schmitt (1960-), écrivain (naturalisé, d’origine française).
- Patrick Lowie (1964-), écrivain et éditeur.
- Amélie Nothomb (1967-), écrivain.
- Richard Ruben (1967-), comédien et humoriste

## Sciences, Mathématiques
- André Vésale (1514-1564), anatomiste et médecin.
- François d’Aguilon (1567-1617), jésuite, mathématicien, opticien, architecte.
- Jean-Baptiste Van Helmont (1577-…), médecin, découvreur des sucs gastriques et des gaz atmosphériques.
- Marcellin Jobard (1792-1861), lithographe, photographe, inventeur.
- Georges R. Boulanger (1909-1982), docteur en mathématiques de la Sorbonne, pionnier de la Cybernétique dans les années cinquante.
- Claude Lévi-Strauss (1908-2009) anthropologue, ethnologue.
- Haroun Tazieff (1915-1998), (russe naturalisé Belge), professeur à l'université de Bruxelles, agronome au Congo belge, auteur de nombreux films et livres sur la volcanologie, (plus tard naturalisé français et ministre en France).
- Lucia de Brouckère, docteur en chimie de l'Université de Bruxelles.
- Pierre Deligne, mathématicien prodige, auteur de la solution aux conjectures de Weil.
- Jacqueline Harpman (1929-2012), écrivain, docteur en médecine et psychothérapeute.

## Politique, Armée
- Éverard t'Serclaes (1315-1388), échevin de Bruxelles, libérateur de Bruxelles dans la guerre contre le comte de Flandre, Louis de Maele.
- Jean-Baptiste Verlooy (1746-1797), révolutionnaire, premier maire de Bruxelles.
- Colonel Borremans, révolutionnaire belge.
- Colonel Scheltens (1790-1880), ancien conscrit du 1er Empire, officier dans l'armée des Pays-Bas, rallié à la révolution belge de 1830.
- Baron Van der Linden d'Hoogvorst, chef de la garde bourgeoise qui prit parti pour le peuple lors de la révolution de 1830.
- Baron Alfred van der Smissen (1823-1895), général. Père supposé du général Weygand.
- Jules Anspach (1829-1879), bourgmestre de 1863 à 1879.
- Émile Vandervelde (1866-1938), fondateur du parti ouvrier belge.
- Maxime Weygand (1867-1965), général français né à Bruxelles, de père officiellement inconnu, sous le nom de Maxime de Nimal.
- Adolphe Max (1870-1939), bourgmestre de Bruxelles.
- Paul-Henri Spaak (1899-1972), homme d'État, membre du gouvernement belge en exil à Londres pendant la Seconde Guerre mondiale, président de l'assemblée générale des Nations unies en 1945, plusieurs fois ministre des affaires étrangères et premier ministre, secrétaire général de l'O.T.A.N.
- Ilya Prigogine (1917-2003), né à Moscou mais arrivé à Bruxelles en 1920 et naturalisé belge, professeur à l'université libre de Bruxelles, prix Nobel de chimie 1977.
- Charles de Brouckère, à la tête de volontaires principalement limbourgeois, il combattit l'armée hollandaise avant d'entrer en politique et de donner naissance à une famille d'hommes politiques et de scientifiques.

## Sports
- Eddy Merckx, (1945 -) champion cycliste le plus titré, vainqueur de cinq tours de France.
- Jacky Ickx (1945-), pilote automobile de formule 1.
- Vincent Kompany (1986-) capitaine de l'équipe de foot de Manchester City
- Eden Hazard (1993-) joueur de football

## Autres
- Balthazar Houwaert (1525(?)-1582(?)), théologien, dominicain, ministre luthérien et auteur en langue néerlandaise.
- Claude de Grieck (1625-1670), rhétoricien, dramaturge et imprimeur.
- Cornélie Wouters de Vassé (1739-1802), femme de lettres et traductrice.
- David Joris (1501-1556), anabaptiste.
- Francis de La Fontaine (1672-1767), rhétoricien.
- François Caron (1600(?)-1673), aventurier.
- Guillaume Ier d'Orange-Nassau, (1533-1584), un des chefs du soulèvement populaire pour la préservation des libertés contre les abus du pouvoir espagnol de Philippe II
- Henri La Fontaine (1854-1943), prix Nobel de la Paix 1913.
- Jan Des Roches (1740-1787), historien, linguiste.
- Jan Storm (vers 1425-1488), chanoine augustin, prédicateur et enlumineur.
- Jean Ier de Brabant (1253-1294), duc de Brabant et de Limbourg, poète.
- Jean de Sany (vers 1570-1634), carillonneur et horloger.
- Jean-Baptiste Dumonceau de Bergendael (1760-1821), général des armées de la République française et de l'Empire, maréchal des Pays-Bas.
- Jean-Laurent Krafft (1694-1768), graveur et rhétoricien.
- Pascal Van Yperseel (1957-…), avec le G.I.E.C., Prix Nobel de la Paix 2004.
- Johan Baptista Houwaert (1533-1599), maître ordinaire des comptes du Duché de Brabant, poète et dramaturge humaniste en langue néerlandaise.
- Joseph Poelaert (1817-1879), architecte (église royale de Laeken, colonne du Congrès, théâtre de la Monnaie, palais de Justice…).
- Comte d'Egmont un des chefs insurgés lors du soulèvement contre le pouvoir espagnol de Philippe II.
- Léon-Joseph Suenens (1904-1996) : cardinal, archevêque de Malines-Bruxelles décédé à Bruxelles.
- Michel de Sany (1637-1678), carillonneur.
- Philippe de Marnix de Sainte-Aldegonde (1540?-1598), né à Bruxelles d'une famille originaire de Savoie, partisan, aux côtés du prince d'Orange, de l'indépendance des grands Pays-Bas (englobant la Belgique contre l'Espagne), chef de la défense lors du siège d'Anvers, auteur d'ouvrages en plusieurs langues répandus dans toute l'Europe et traitant de l'éducation et de la religion, ainsi que de la corruption dans l'église catholique.
- Philippe Samyn (1948-), architecte (futur siège du Conseil européen, Résidence Palace, Bruxelles).
- Philips Numan (1550(?)-1627), historien, poète, greffier et secrétaire de la ville de Bruxelles.
- Sœur Emmanuelle (1908-2008), religieuse, écrivaine et humaniste.
- Théodore de Sany (1599-1658), carillonneur et peintre.
- Tiburtius van Brussel (vers 1605-1669), capucin et compositeur
- Wenceslas de Brabant (1325-…), duc de Brabant, édicta la Charte de la Joyeuse Entrée qui accordait des libertés et des privilèges à la ville de Bruxelles.